# Liber pontificalis
Het Liber pontificalis of Boek der pausen bevat de beschrijving van het leven en de ambtsdaden van de pausen van het begin (de apostel Petrus) tot in de 9e eeuw, met een voortzetting tot in de 15e eeuw. Het is een belangrijke bron voor de bestudering van vroegmiddeleeuwse geschiedenis. Kritisch onderzoek heeft uitgewezen dat het werk niet op alle punten betrouwbaar is.
Het begin van het Liber pontificalis berust op de pausenlijst uit de zogenaamde Chronograaf van 354, die de pausen vermeldt tot Liberius (352). Van Anastasius (496) af wordt de inhoud historisch van meer belang. Het gehele eerste deel tot Felix III (of IV) (526-530) noemt men de Catalogus Felicianus.

## Inhoud
Het boek bevat een serie korte biografische schetsen over de pausen tot het einde van de 9e eeuw. Het vermeldt zaken als de lengte van de kerkelijke dienst (waaruit de regeertijd als paus kon worden afgeleid), geboorteplaats, afkomst, de keizer onder wie gediend werd, opgezette bouwwerken, benoemingen, uitspraken, de plaats waar de paus begraven werd en de tijd die verstreek voor de volgende paus aantrad.
Omdat het Liber pontificalis werd samengesteld door lagere ambtenaren aan het pauselijk hof, is het materiaal onderzocht op het voorkomen van vooroordelen en vervalsing. Hoewel er aanwijzingen zijn dat die inderdaad hebben plaatsgevonden.

## Belang
De vermeldingen over de eerste drie eeuwen zijn nuttig voor geschiedschrijvers als voorbeeld van wat er in de 5e eeuw bekend was over de vroege Kerk. Vanaf de 4e eeuw lijkt het werk betrouwbaarder, hoewel er nog wel discrepanties en fouten in voorkomen.
Uit kritisch tekstonderzoek blijkt dat er mogelijk twee vroege versies bestonden voor het beleg van Rome door de Ostrogoten in 546. Vanaf het begin van de 7e eeuw (ruwweg de tijd van het pontificaat van paus Honorius I) tot het pontificaat van paus Adrianus II zijn de beschrijvingen bij de tijd, dat wil zeggen: ze werden geschreven kort na de dood van elke paus en zijn vrij nauwkeurig.
Vanaf ongeveer 1100 is het werk door schrijvers van wisselende kwaliteit voortgezet tot halverwege de 15e eeuw.